# 風船玉
風船玉（ふうせんだま）とは玩具の一種で、酢酸ビニール樹脂を有機溶媒（主に酢酸エチル・局方エタノールを使用）で溶かしたもの（原液）を金属製チューブに入れたものと、短くて細いプラスチック（PVC）製パイプと一緒に販売しているビニールポリバルーンのことを指す。
風船玉の色は透明（もしくは半透明）で、ビニール樹脂の光沢（このことから虹色の風船と呼ぶ人もいる）と文様から、ビニール風船と呼ばれる場合があるが、『ビニール風船』は本来、UFO風船のことを指す。

## 一般的な使い方
使い方等の詳細については、商品の裏面等にある記載項目を参照。
1. キャップをはずしてチューブを押し出し、原液を出す[2]。
2. 付属のプラスチック製パイプの先端に出した原液をつける。
3. 最初は強めに膨らませ、小さな玉ができたらゆっくり膨らませる[3]。
4. ある程度の大きさまで膨らませたら、吹き口を閉じて完成。

しゃぼん玉と違ってある程度の耐久性があるため、この風船玉を用いて風船バレーを行ったりすることも出来る。

## 使用上の注意
- 使い終わったチューブは、必ずキャップをしっかり閉めること。
- 原液の材料として使われている溶剤は揮発性が高く、長時間吸い続けると中毒の危険性がある。屋内で使用する場合はこまめの換気に注意する[4]。
- 原液や風船玉の吹き口部分が衣服に付着しないように注意する。
- 火気厳禁（火の元には絶対に近づけないようにする）。
- 乳幼児が誤飲するのを避けるため、絶対に与えないようにする[5]。

## 主な商品名
一般的な商品名（商標）
- トラバルーン（とらや）
- プラバルーン（オンダ）
- プチバルーン（ハート）
- ポリバルーン（石原ポリケミカル工業）
- チカバルーン（近松屋）
  - カラーチカバルーン（近松屋）

その他の商品名（商標）
- レインボーバルーン (風船玉)
- キッズバルーン (風船玉)